# Malijiwci
Malejowce (ukr. Маліївці, Malijiwci) – wieś na Ukrainie, w rejonie dunajowieckim, w obwodzie chmielnickim.
- pałac – wybudowany w porządku doryckim pod koniec XVIII w. przez Jana Onufrego Orłowskiego według projektu Dominika Merliniego. Piękny dwupiętrowy pałac wzniesiono z ciosanego kamienia. Od frontu portyk zwieńczony trójkątnym frontonem. W pałacu mieściły się: kaplica, biblioteka licząca 7.600 dzieł, gabinet numizmatyczny, jeden z większych w kraju, ze szczególnie pięknym zbiorem medali greckich, monet hiszpańskich i pochodzących z rzymskich kolonii. Gabinet utworzony przez ks. abp. Ignacego Krasickiego, został znacznie powiększony przez jego bratanka hr. Ignacego Krasickiego (1767-1844). Zbiory odziedziczył jego wnuk Ignacy Orłowski (1813-1895)[1], syn Róży z Krasickich Orłowskiej (1787-1880). Obiekt położony był nad skalnym jarem, którym płynie rzeka Usza. Jar zamieniono w jeden z najpiękniejszych ogrodów na Podolu, który upiększyła Róża z Krasickich Orłowska. W ogrodzie znajdowały się obszerne oranżerie, figarnie, duża kaskada o wysokości 48 stóp, pod którą w skale zostały wykute jaskinie z ołtarzami i posągami świętych; ozdobne łazienki oraz ptaszarnie[2].

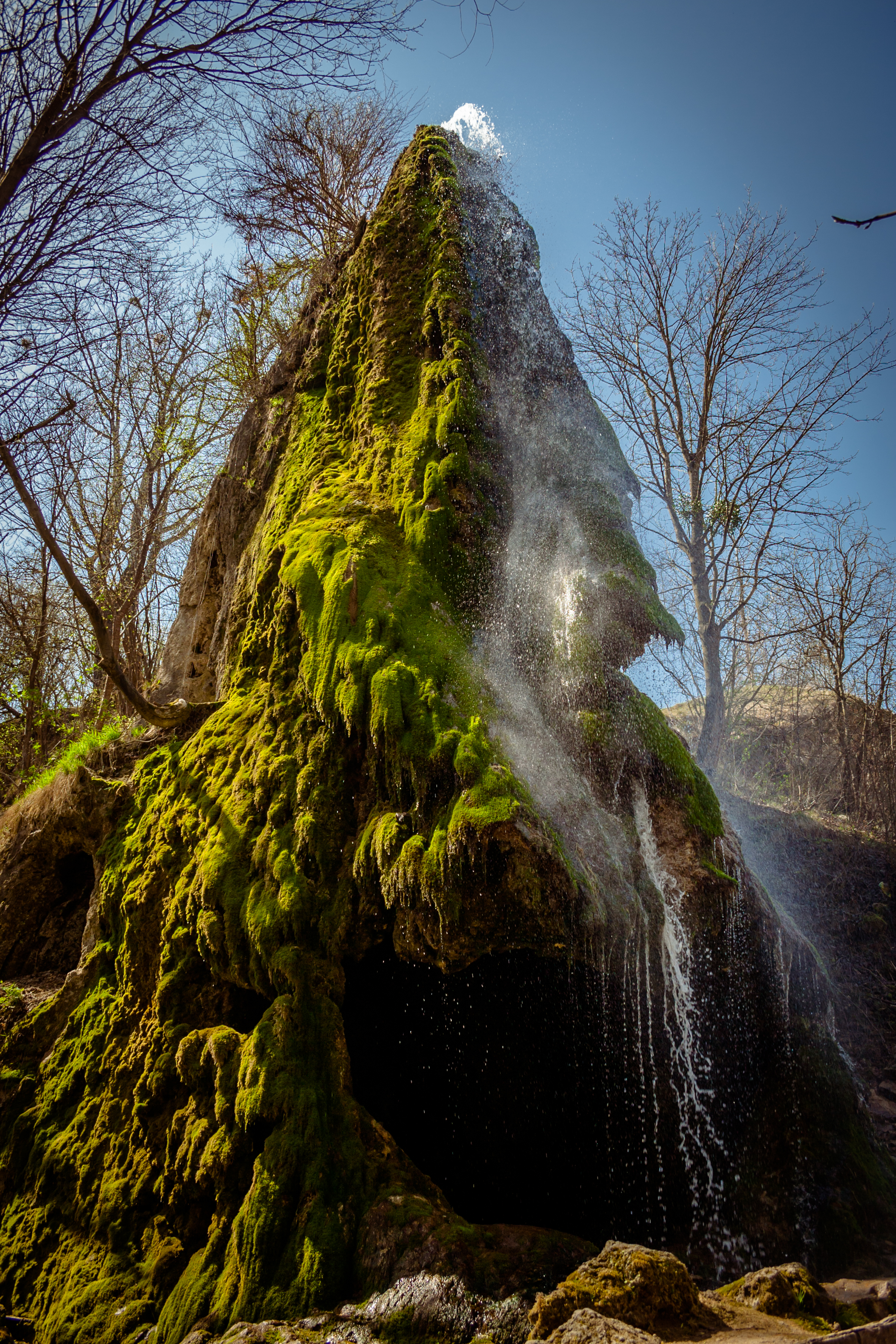
18 metrowa wapienna skała ze sztucznym wodospadem i dwupoziomową grotą